# Јохана Борман
Јохана Борман (10. септембар 1893 — 13. децембар 1945) била је немачка затворска чуварка у неколико нацистичких концентрационих логора од 1938. године, а погубљена је као ратни злочинац у Хамелну, Доња Саксонија, Немачка, после судског процеса 1945. године.

## Проба и извршење
На њеном суђењу, Борман је рекла да се придружила помоћном СС-у 1938. „да би зарадила више новца“. Прво је служила у концентрационом логору Лихтенбург у Саксонији под СС Оберауфсехерин Џејн Бернига са још 49 СС жена.
Године 1939. добила је задатак да надгледа радну екипу у новом женском логору Равензбрик у близини Берлина. У марту 1942, Борман је била једна од неколицине жена изабраних за чување у Аушвицу у окупираној Пољској. Ниског раста, била је позната по својој окрутности. Жртве су је звале "Визел" (ласица) и "жена са псима". У октобру 1942. Борман је отишла у Аушвиц-Биркенау као Ауфсехерин. Њени надзори су били Марија Мандл, Марго Дрешел и Ирма Гризе. Борман је на крају премештена у Буди, оближњи подлогор где је наставила са злостављањем затвореника.
Године 1944, како су немачки губици расли, Борман је пребачена у помоћни логор у Хинденбургу (данашњи Забрже, Пољска) у Шлезији. У јануару 1945. вратила се у Равензбрик. У марту је стигла на своје последње место, Берген-Белзен, близу Целеа, где је служила под вођством Јозефа Крамера, Ирме Гризее и Елизабет Волкенрат (сви су служили са њом у Биркенау). Британска војска је 15. априла 1945. заузела Берген-Белзен, пронашавши преко 10.000 лешева и 60.000 преживелих. Ослободиоци су натерали све припаднике СС-а да носе мртве.

Британци су Борман касније затворили и испитивали, а затим је процесуирана на суђењу Белзену, које је трајало од 17. септембра 1945. до 17. новембра 1945. Суд је саслушао сведочења у вези са убиствима које је починила у Аушвицу и Белзену, понекад пуштајући свог немачког овчара „великог злог вучјака” на беспомоћне затворенике. Проглашена је кривом и обешена (заједно са Гризом и Волкенрат). 13. децембра 1945. Њен џелат, Алберт Пјерпоинт, касније је написао:
„Шепала је ходником изгледајући старо и изнемогло. Имала је 42 године (стварне године, 52), стајала је само нешто више од пет стопа. Дрхтала је док су је стављали на вагу. На немачком је рекла: „Имам своја осећања“.

## Извор
1. ↑  Shelley, Lore (1992). Auschwitz--the Nazi Civilization: Twenty-three Women Prisoners' Accounts : Auschwitz Camp Administration and SS Enterprises and Workshops (на језику: енглески). University Press of America. ISBN 978-0-8191-8471-9.
2. 1 2 3 4  Gibson, Tyler (2017-04-06). Irma Grese - "The Beast of Belsen" & Other Twisted Female Guards of Concentration Camps (на језику: енглески). Lulu Press, Inc. ISBN 978-1-365-23799-7.
3. ↑  „Female Nazi war criminals”. www.capitalpunishmentuk.org. Приступљено 2022-03-05.
4. ↑  Pierrepoint, Albert (1974). Executioner, Pierrepoint. Mazal Holocaust Collection. London: Harrap. ISBN 0-245-52070-8. OCLC 1255210.